# Pistenga
Pistenga est une commune située dans le département de Tansobentenga de la province de Kouritenga dans la région du Centre-Est au Burkina Faso.

## Géographie
11.947198, -0.314120